# Le Cateau-Cambrésis
Le Cateau-Cambrésis (niederländisch Kamerijkskasteel) ist eine französische Stadt mit 6846 Einwohnern (Stand 1. Januar 2022) im Département Nord in der Region Hauts-de-France. Sie gehört zum Arrondissement Cambrai, zum Kanton Le Cateau-Cambrésis und zum Gemeindeverband Communauté d’agglomération du Caudrésis et du Catésis. Die Bewohner werden Catésiens und Catésiennes genannt.
Die Gemeinde erhielt 2022 die Auszeichnung „Zwei Blumen“, die vom Conseil national des villes et villages fleuris (CNVVF) im Rahmen des jährlichen Wettbewerbs der blumengeschmückten Städte und Dörfer verliehen wird.

## Geografie
Die Stadt liegt an den Hängen des Tals der Selle an der Grenze zum Département Aisne, 22 Kilometer von Cambrai und 35 Kilometer von Valenciennes entfernt an der Route nationale 43.

## Geschichte
Le Cateau-Cambrésis wurde aus den beiden Weilern Péronne und Vendelgies gebildet; Letzterer verfügte über eine aus Holz errichtete Burg, das Château Sainte-Marie, die an der Kreuzung zweier Römerstraßen stand.
Kaiser Otto III. erlaubte 1001 dem Bischof von Cambrai die Burg zu verstärken und auch den Ort zu befestigen, einen Markt einzurichten und hier auch Münzen zu prägen. Der Name des Ortes wandelte sich danach in Chastel en Cambrésis, aus dem die heutige Namensform wurde.
Die Bischöfe von Cambrai ermöglichten mit ihrer Politik der Stadt, wohlhabend zu werden, trotz verschiedener Belagerungen und Zerstörungen, denen jeweils ein Neuaufbau folgte. Die Engländer eroberten den Ort im 15. Jahrhundert und hielten ihn bis 1449, als er von Jean de Dunois erobert wurde.
König Franz I. hielt sich hier 1521 und erneut 1543 auf. 1555 wurde die Stadt als Vergeltung für den freundlichen Empfang, den man Kaiser Karl V. gemacht hatte, von den Franzosen geplündert. 1559 unterzeichneten hier Frankreich und Spanien den Frieden von Cateau-Cambrésis, wobei die beiden Staaten von ihren Königen, Heinrich II. bzw. Philipp II., vertreten wurden. Mit diesen Verträgen erhielt Frankreich die befestigten Plätze an der Somme sowie die drei Bistümer Metz, Toul und Verdun.
1642 wurde Le Cateau-Cambrésis von französischen Truppen besetzt. Ludwig XIII. ließ die Tore und die Mauern abreißen. 1678 wurde die Stadt nach dem Frieden von Nimwegen der Domaine royal hinzugefügt. Während der Revolutionskriege und dem Kaiserreich wurde die Stadt 1793 von den Österreichern besetzt sowie 1814 von Russland, das hier für zwei Jahre eine Truppe stationierte.
Der Erste Weltkrieg fügte Le Cateau-Cambrésis schwere Schäden zu. In der Schlacht von Le Cateau am 26. August 1914 widersetzten sich britische Soldaten dem deutschen Vormarsch und ermöglichten so den Franzosen, sich für die Marneschlacht neu aufzustellen. Nach der Schlacht legten deutsche Truppen einen Soldatenfriedhof an, der heute vom Volksbund Deutsche Kriegsgräberfürsorge betreut wird. Im Oktober 1918 wurden die Reste der Stadt durch eine deutsche Kanonade im Zuge der Hunderttageoffensive der Alliierten völlig zerstört. In der Zwischenkriegszeit wurde Le Cateau fast identisch wieder aufgebaut.
Mitte Mai 1940, im Zweiten Weltkrieg (Westfeldzug), zog die 7. Panzer-Division unter Erwin Rommel nach einigen Gefechten in der Umgebung durch den Ort. Kurz zuvor hatten Truppen der Wehrmacht in der Schlacht von Sedan (13.–15. Mai 1940) starke französische Verteidigungsstellungen durchstoßen. Der Ort wurde am 3. September 1944 von Truppen der 1. US-Armee befreit.

### Bevölkerungsentwicklung
| Jahr                       | 1962 | 1968 | 1975 | 1982 | 1990 | 1999 | 2006 | 2012 | 2020 |
| Einwohner                  | 9055 | 9114 | 8804 | 8256 | 7703 | 7460 | 7156 | 7058 | 7016 |
| Quellen: Cassini und INSEE |      |      |      |      |      |      |      |      |      |

## Sehenswürdigkeiten

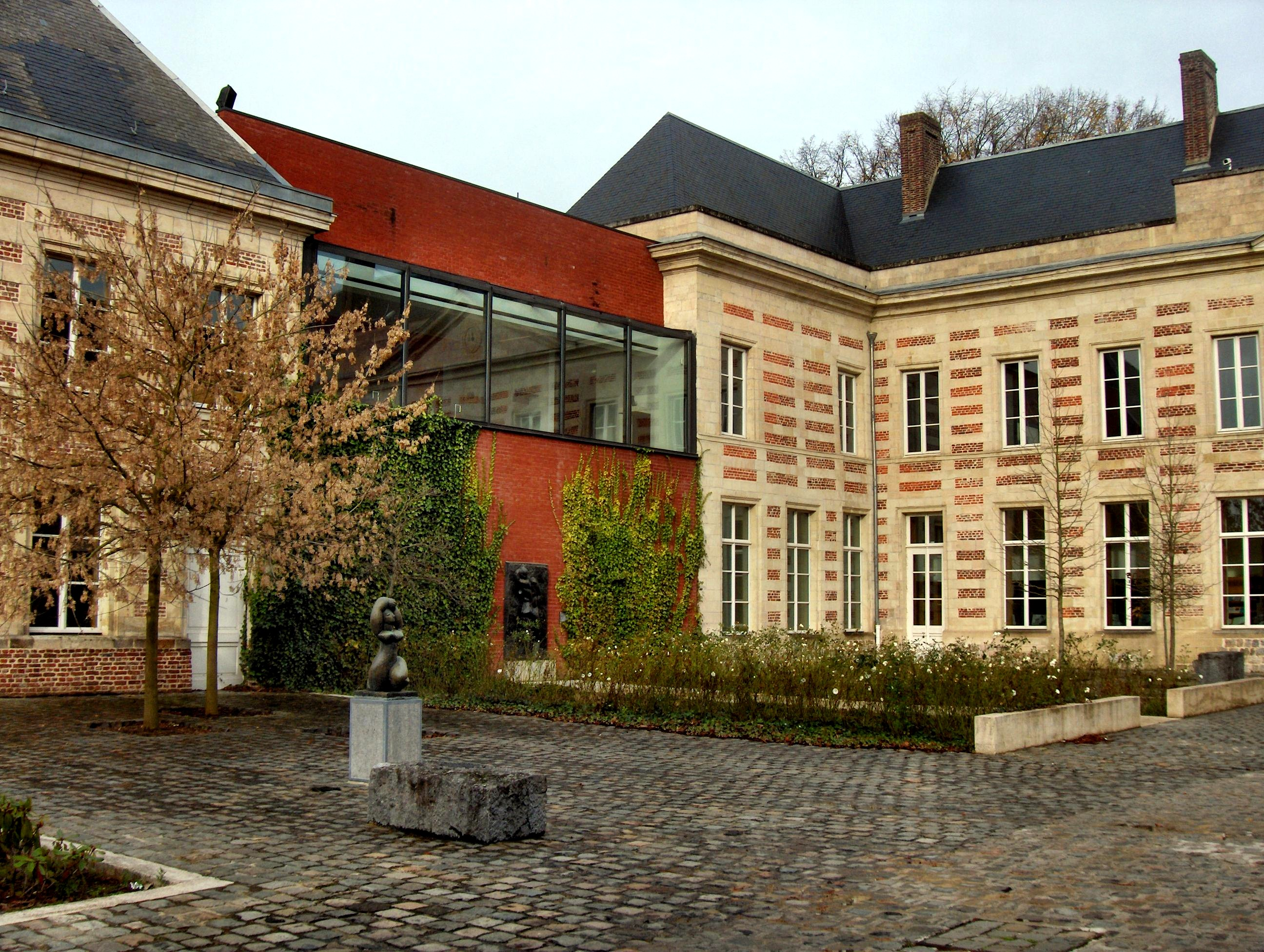
Musée Henri Matisse

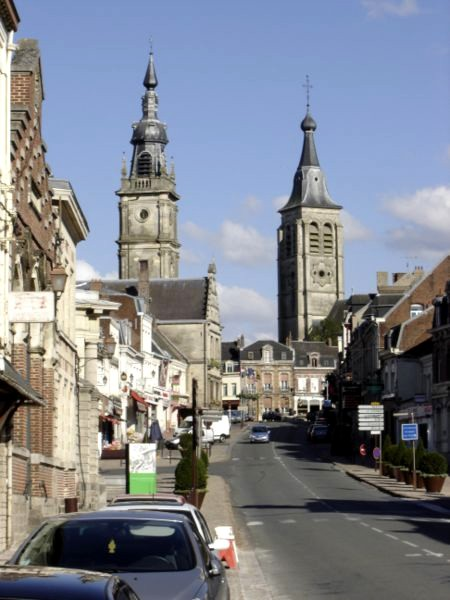
Belfried (links) und Stiftskirche

- Musée Départemental Henri Matisse im Palais Fénelon
- Jardin public municipal
- Hôtel de Ville (Rathaus) mit Glockenturm (Belfried)
- Stiftskirche Saint-Martin
- Glasfenster von Auguste Herbin in der gleichnamigen École primaire
- Alte Stadtmauer
- Brauerei und Mälzerei Lefebvre-Scalabrino (Monument historique)

## Städtepartnerschaften
Le Cateau-Cambrésis hat Städtepartnerschaften geschlossen mit
- Cave in der Region Latium (Italien), 2006
- Westerburg in Rheinland-Pfalz (Deutschland)
- Wielsbeke in Flandern (Belgien)

## Persönlichkeiten
- Édouard Adolphe Mortier (1768–1835), Herzog von Treviso, kaiserlicher Marschall von Frankreich
- Charles Deudon (1832–1914), Kunstsammler
- Henri Matisse (1869–1954), Maler
- Pierre Nord (1900–1985), Widerstandskämpfer und Schriftsteller
- Raymond Poïvet (1910–1999), Comiczeichner